# Актон (Калифорнија)
Актон (енгл. Acton) насељено је место без административног статуса у америчкој савезној држави Калифорнија.

## Демографија
По попису из 2010. године број становника је 7.596, што је 5.206 (217,8%) становника више него 2000. године.
| Група             | 2000.         | 2010.         |
| Белци             | 2.015 (84,3%) | 5.782 (76,1%) |
| Афроамериканци    | 17 (0,7%)     | 57 (0,8%)     |
| Азијати           | 35 (1,5%)     | 155 (2,0%)    |
| Хиспаноамериканци | 263 (11,0%)   | 1.373 (18,1%) |
| Укупно            | 2.390         | 7.596         |